# Udd Axel Johansson
Udd Axel Martin Johansson, född 26 juli 1900 på gården Udden i byn Hummelbo, Garpenbergs församling, Kopparbergs län, död 24 februari 1970 i Hedemora församling, Kopparbergs län, var en svensk  riksspelman på fiol sedan 1946 och mottagare av Zornmärket i guld 1966. 

## Biografi
Udd Axel Johansson var snickare och drev snickeriföretag i Garpenberg, Avesta och slutligen i Hedemora. Han spelade många låtar efter fadern Udd Vilhelm, men även efter morbrodern August Lund (1872-1944) och representerade folkmusiken och repertoaren i södra Dalarna. Under många år spelade Udd Axel till folkdanslag och var mycket omtyckt som dansspelman; han kunde följa dansarna på golvet och rätta sitt tempo efter dansarna om de händelsevis tappade tempot. Udd Axels spelstil var driven och galant enligt många bedömare. 
Det finns flera intervjuer och inspelningar med Udd Axel Johansson, exempelvis i Dalarnas museums samlingar: DM BA 30-33, DM BA 256.